# Sipos György (színművész)
Sipos György (Sátoraljaújhely, 1985. december 16. –) magyar színész.

## Életpályája
A Sárospataki Református Kollégium Gimnáziumában érettségizett. 2013-ban diplomázott a Kaposvári Egyetem színművész szakán. 2013 és 2014 között a kaposvári Csiky Gergely Színház, 2014-től 2021-ig a Studió K színésze volt, majd szabadúszó lett.

## Filmes és televíziós szerepei
- Lepkelány (rövidfilm, 2018) – férfi
- Hazatalálsz (2023–2024) – Kiss Dezső